# Sergei Sergejewitsch Lagutin

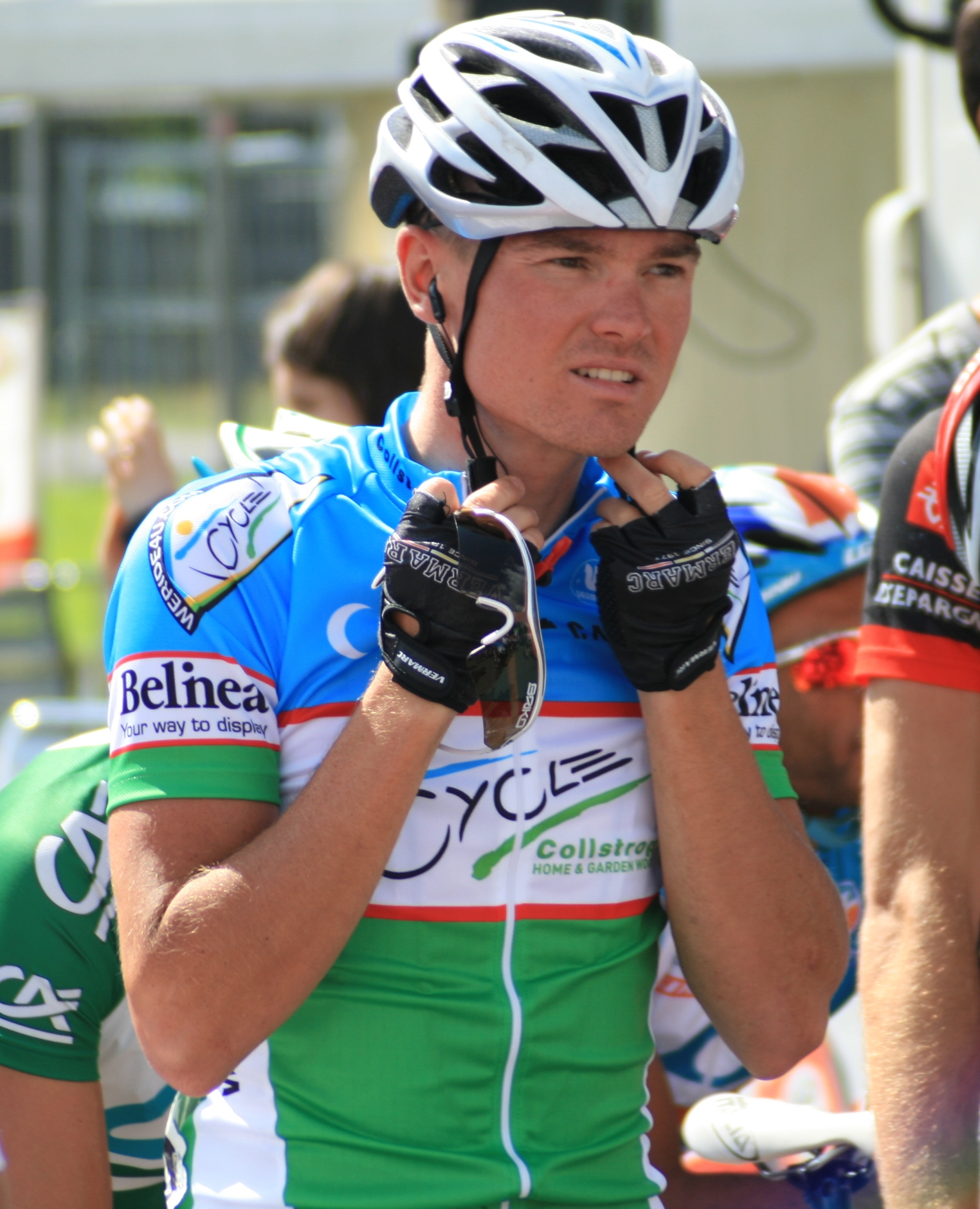
Lagutin bei der ENECO Tour 2008

Sergei Sergejewitsch Lagutin (russisch Сергей Сергеевич Лагутин, usbekisch Sergey Lagutin; * 14. Januar 1981 in Fergana) ist ein ehemaliger russisch-usbekischer Radrennfahrer und späterer Sportlicher Leiter eines Radsportteams.

## Karriere
Lagutin wurde im Jahr 2003 Straßen-Radweltmeister der U23-Klasse. Er gewann das Rennen zeitgleich vor dem Belgier Johan Vansummeren und dem Favoriten Thomas Dekker.
Für das Jahr 2004 bekam er seinen Vertrag bei einem internationalen Radsportteam, der belgischen Mannschaft Landbouwkrediet-Colnago. Im Laufe seiner Karriere wurde er mehrfacher usbekischer Landesmeister im Straßenrennen und Einzelzeitfahren. Er nahm für Usbekistan an den Olympischen Sommerspielen 2004, 2008 und 2012 teil und belegte 2012 im Straßenrennen Platz fünf. Sein größter Erfolg in einem internationalen Eliterennen war der Sieg beim schweizerischen Eintagesrennen Grosser Preis des Kantons Aargau im Jahr 2012. Ab 2013 fuhr er mit russischer Lizenz. Für die Mannschaften Vacansoleil und Katusha nahm er an allen Grand Tours teil, wobei seine beste Platzierung Rang 15 bei der Vuelta a España 2011 war. Den größten Erfolg seiner Karriere erzielte er, als er bei der Vuelta a España 2016 die Bergankunft der achten Etappe gewann.
Nach der Saison 2018 beendete Lagutin im Alter von 37 Jahren seine Karriere als Radrennfahrer. Zur Saison 2021 wurde er Sportlicher Leiter im Team Novo Nordisk Development.

## Erfolge
'2003'
- Weltmeister – Straßenrennen (U23)
- La Roue Tourangelle

'2004'
- Usbekischer Meister – Straßenrennen
- Usbekischer Meister – Einzelzeitfahren

'2005'
- Usbekischer Meister – Straßenrennen
- Usbekischer Meister – Einzelzeitfahren
- Kampioenschap van Vlaanderen

'2007'
- eine Etappe Rheinland-Pfalz-Rundfahrt

'2008'
- Usbekischer Meister – Straßenrennen
- Gesamtwertung und eine Etappe Tour de Korea-Japan

'2009'
- Usbekischer Meister – Straßenrennen

'2010'
- Usbekischer Meister – Straßenrennen
- Usbekischer Meister – Einzelzeitfahren

'2011'
- Usbekischer Meister – Straßenrennen

2012
- Grosser Preis des Kantons Aargau
- Usbekischer Meister – Straßenrennen
- Europameisterschaften – Punktefahren

2014
- eine Etappe Grand Prix of Sochi
- Mayor Cup
- eine Etappe Five Rings of Moscow

2016
- eine Etappe Vuelta a España

## Grand-Tour-Platzierungen
| Grand Tour            | 2009 | 2010 | 2011 | 2012 | 2013 | 2014 | 2015 | 2016 | 2017 |
| --------------------- | ---- | ---- | ---- | ---- | ---- | ---- | ---- | ---- | ---- |
| Giro d’ItaliaGiro     | –    | –    | 91   | 32   | –    | –    | 72   | –    | 157  |
| Tour de FranceTour    | –    | –    | –    | –    | 83   | –    | –    | –    | –    |
| Vuelta a EspañaVuelta | 104  | –    | 15   | 46   | –    | –    | –    | 71   | –    |